# 法兰西银行
法兰西银行（法語：Banque de France）又稱法國中央銀行，是法国的中央银行。
法兰西银行于1800年1月18日由时任第一执政的拿破仑·波拿巴建立，其最初成立的目的是负责纸币的发行，帮助法国经济摆脱法国大革命带来的萧条。
自1806年起，法兰西银行的总部设在巴黎1区弗里利埃路（rue de la Vrillière）原图卢兹伯爵官邸内。
法兰西银行是欧洲中央银行系统（ESCB）的成员，参与欧洲统一货币政策的制定和执行。